# Jesús Corona (ur. 1993)
Jesús Manuel „Tecatito” Corona Ruiz (ur. 6 stycznia 1993 w Hermosillo) – meksykański piłkarz z obywatelstwem portugalskim występujący na pozycji skrzydłowego, bocznego pomocnika lub bocznego obrońcy, reprezentant Meksyku, od 2023 roku zawodnik Monterrey.

## Kariera klubowa
Corona, za sprawą stylu gry porównywany do Jesúsa Arellano, jest wychowankiem klubu CF Monterrey, do którego seniorskiej drużyny został włączony jako siedemnastolatek przez szkoleniowca Víctora Manuela Vuceticha. W meksykańskiej Primera División zadebiutował 7 sierpnia 2010 w wygranym 2:1 meczu z Atlante. W tym samym sezonie, Apertura 2010, zdobył ze swoim zespołem mistrzostwo kraju, jednak grając wówczas jako napastnik pełnił rolę głębokiego rezerwowego, nie potrafiąc wygrać rywalizacji o miejsce w składzie z graczami takimi jak Aldo de Nigris i Humberto Suazo. Premierowego gola w najwyższej klasie rozgrywkowej strzelił 7 października 2011 w wygranym 3:2 meczu z Tecos UAG. W tym samym roku triumfował z Monterrey w najbardziej prestiżowych rozgrywkach północnoamerykańskiego kontynentu, Lidze Mistrzów CONCACAF, a także wziął udział w Klubowych Mistrzostwach Świata, gdzie jego drużyna zajęła ostatecznie piąte miejsce, a on sam ani razu nie pojawił się na boisku. W wiosennych rozgrywkach Clausura 2012 zdobył z Monterrey wicemistrzostwo Meksyku, a także drugi raz wygrał Ligę Mistrzów CONCACAF.
W grudniu 2012 Corona po raz drugi wyjechał ze swoją ekipą klubową do Japonii, gdzie kolejny raz zagrał na Klubowych Mistrzostwach Świata. Tym razem, wskutek kontuzji podstawowego napastnika Humberto Suazo, wystąpił we wszystkich trzech meczach i zdobył dwie bramki; w ćwierćfinale z Ulsan Hyundai (3:1) i w spotkaniu o trzecie miejsce z Al-Ahly (2:0). Monterrey spisało się wówczas lepiej niż przed rokiem, zajmując trzecią lokatę w turnieju, a sam Corona dzięki swojemu udanemu występowi w rozgrywkach stał się obiektem zainteresowania kilku klubów z Europy. W 2013 roku po raz trzeci z rzędu triumfował ze swoją drużyną w północnoamerykańskiej Lidze Mistrzów, tym razem już regularnie pojawiając się na boiskach. W sierpniu 2013 za sumę pięciu milionów dolarów przeniósł się do holenderskiego FC Twente, podpisując z nim czteroletnią umowę. 31 sierpnia 2015 roku przeniósł się do FC Porto, podpisując z nimi 5-letnią umowę z klauzulą wykupu za 50 milionów euro.

## Reprezentacja
W 2013 roku Corona był podstawowym zawodnikiem reprezentacji Meksyku U-20 prowadzonej przez szkoleniowca Sergio Almaguera. Najpierw wziął z nią udział w Młodzieżowych Mistrzostwach Ameryki Północnej, gdzie wystąpił w czterech spotkaniach i zdobył trzy gole; dwa w fazie grupowej z Curaçao (3:0) i jednego w finale z USA (3:1), a jego kadra triumfowała ostatecznie w tych rozgrywkach. Kilka miesięcy później został powołany na Turniej w Tulonie, gdzie także rozegrał wszystkie cztery mecze, tym razem ani razu nie wpisując się na listę strzelców i zajął z drużyną dopiero szóste miejsce. W czerwcu znalazł się natomiast w składzie na Mistrzostwa Świata U-20 w Turcji, gdzie wystąpił we wszystkich czterech spotkaniach, strzelając bramkę w meczu fazy grupowej z Mali (4:1). Meksykanie odpadli ostatecznie ze światowego czempionatu w 1/8 finału.

## Statystyki kariery

### Klubowe
(aktualne na dzień 4 czerwca 2023)
| Klub               | Sezon              | Liga               | Liga  | Liga   | Puchar kraju | Puchar kraju | Puchar ligi | Puchar ligi | Europa | Europa | Inne  | Inne   | Suma  | Suma   |
| Klub               | Sezon              | Liga               | Mecze | Bramki | Mecze        | Bramki       | Mecze       | Bramki      | Mecze  | Bramki | Mecze | Bramki | Mecze | Bramki |
| ------------------ | ------------------ | ------------------ | ----- | ------ | ------------ | ------------ | ----------- | ----------- | ------ | ------ | ----- | ------ | ----- | ------ |
| CF Monterrey       | 2010/11            | Liga MX            | 1     | 0      | –            | –            | –           | –           | 2      | 0      | –     | –      | 3     | 0      |
| CF Monterrey       | 2011/12            | Liga MX            | 10    | 1      | –            | –            | –           | –           | 3      | 1      | –     | –      | 13    | 2      |
| CF Monterrey       | 2012/13            | Liga MX            | 26    | 1      | –            | –            | –           | –           | 9      | 2      | 3     | 2      | 38    | 5      |
| CF Monterrey       | Ogólnie            | Ogólnie            | 37    | 2      | –            | –            | –           | –           | 14     | 3      | 3     | 2      | 54    | 7      |
| Twente             | 2013/14            | Eredivisie         | 15    | 2      | 1            | 0            | –           | –           | –      | –      | –     | –      | 16    | 2      |
| Twente             | 2014/15            | Eredivisie         | 27    | 9      | 4            | 2            | –           | –           | –      | –      | –     | –      | 31    | 11     |
| Twente             | 2015/16            | Eredivisie         | 4     | 0      | –            | –            | –           | –           | –      | –      | –     | –      | 4     | 0      |
| Twente             | Ogólnie            | Ogólnie            | 46    | 11     | 5            | 2            | –           | –           | –      | –      | –     | –      | 51    | 13     |
| FC Porto           | 2015/16            | Primeira Liga      | 28    | 8      | 1            | 0            | 2           | 0           | 4      | 0      | –     | –      | 35    | 8      |
| FC Porto           | 2016/17            | Primeira Liga      | 29    | 3      | 1            | 1            | 2           | 0           | 9      | 2      | –     | –      | 41    | 6      |
| FC Porto           | 2017/18            | Primeira Liga      | 27    | 3      | 3            | 0            | 3           | 0           | 8      | 0      | –     | –      | 41    | 3      |
| FC Porto           | 2018/19            | Primeira Liga      | 34    | 3      | 5            | 0            | 5           | 0           | 8      | 3      | 1     | 1      | 53    | 7      |
| FC Porto           | 2019/20            | Primeira Liga      | 33    | 4      | 5            | 0            | 2           | 0           | 9      | 0      | –     | –      | 51    | 4      |
| FC Porto           | 2020/21            | Primeira Liga      | 30    | 2      | 5            | 1            | 2           | 0           | 10     | 0      | 1     | 0      | 48    | 3      |
| FC Porto           | 2021/22            | Primeira Liga      | 11    | 0      | 1            | 0            | 2           | 0           | 4      | 0      | –     | –      | 18    | 0      |
| FC Porto           | Ogólnie            | Ogólnie            | 192   | 23     | 21           | 2            | 20          | 0           | 52     | 5      | 2     | 1      | 287   | 31     |
| Sevilla            | 2021/22            | Primera División   | 18    | 2      | 1            | 0            | –           | –           | 3      | 0      | –     | –      | 22    | 2      |
| Sevilla            | 2022/23            | Primera División   | 4     | 1      | 0            | 0            | –           | –           | 0      | 0      | –     | –      | 4     | 1      |
| Sevilla            | Ogólnie            | Ogólnie            | 22    | 3      | 1            | 0            | –           | –           | 3      | 0      | –     | –      | 26    | 3      |
| Ogólnie w karierze | Ogólnie w karierze | Ogólnie w karierze | 297   | 39     | 27           | 4            | 20          | 0           | 69     | 8      | 5     | 3      | 418   | 54     |

### Reprezentacyjne
| Reprezentacja | Kraj    | Rok     | Łącznie | Łącznie |
| Reprezentacja | Kraj    | Rok     | Mecze   | Gole    |
| ------------- | ------- | ------- | ------- | ------- |
| Meksyk        | Meksyk  | 2014    | 2       | 0       |
| Meksyk        | Meksyk  | 2015    | 16      | 3       |
| Meksyk        | Meksyk  | 2016    | 8       | 3       |
| Meksyk        | Meksyk  | 2017    | 6       | 1       |
| Meksyk        | Meksyk  | 2018    | 8       | 0       |
| Meksyk        | Meksyk  | 2019    | 2       | 0       |
| Meksyk        | Meksyk  | 2020    | 3       | 1       |
| Meksyk        | Meksyk  | 2021    | 18      | 2       |
| Meksyk        | Meksyk  | 2022    | 8       | 0       |
| Ogólnie       | Ogólnie | Ogólnie | 71      | 10      |